# Heinrich von Herzogenberg

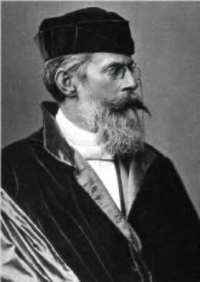
El compositor austriaco, poco antes de su muerte.

Heinrich Picot de Peccaduc, barón de Herzogenberg, fue un compositor y director de orquesta austriaco nacido el 10 de junio de 1843 en Graz y fallecido el 9 de octubre de 1900 en Wiesbaden.

## Biografía
Procedente de una familia aristocrática francesa pero nacido en Graz, recibió su educación en una escuela jesuita en Feldkirch, luego en Múnich, Dresde y la propia Graz antes de estudiar derecho, filosofía y política en la Universidad de Viena.
Asistió a las clases de composición de Felix Ottto Dessoff hasta 1864. Atraído inicialmente por la música de Wagner, al estudiar a Johann Sebastian Bach se convirtió en un admirador de la tradición clásica y posteriormente de Brahms.
En 1866 se casó con Elisabeth von Stockhausen, alumna de piano de Brahms, con quién vivió en Graz hasta 1872, mudándose después a Leipzig. Allí fundará la sociedad Leipzig Bach-Verein para el estudio de la música de Bach, especialmente de sus cantatas.
Herzogenberg fue director artístico durante diez años, teniendo a Ethel Smyth como uno de sus alumnas de composición. Desde 1885 fue profesor de composición en el Hochshule für Musik de Berlín, al tiempo que Ralph Vaughan Williams estudiaba con Max Bruch.
Herzogenberg murió repentinamente a los 57 años, tras pasar sus últimos años en una silla de ruedas.

## Obra
- Lieder para coro mixto, Op.10
- Columbus, Op.11, cantata (1872).
- Trío, Op.27 nº 2.
- Salmo 116, Op.34 (1890).
- Quinteto para piano e instrumentos de viento en mi bemol mayor, Op.43.
- Trío para piano, oboe y trompa en re mayor, Op.61.
- Réquiem, Op.72 (1891).
- Todtenfeier, Op.80 cantata. (1893).
- Missa, Op.87.
- Die Geburt Christi, Op.90 oratorio (1894).
- Die Passion, Op.93 (1896).
- Die Erntefeier, Op.104 (1899)